# مامادو تیام
مامادو تیام (انگلیسی: Mamadou Thiam؛ زادهٔ ۲۰ مارس ۱۹۹۵) بازیکن فوتبال اهل سنگال است که در پست مهاجم و هافبک بازی می‌کند.
از باشگاه‌هایی که در آن بازی کرده‌است می‌توان به باشگاه فوتبال بارنزلی، باشگاه فوتبال دیژون و باشگاه فوتبال نانسی اشاره کرد.
وی همچنین در تیم ملی فوتبال Senegal U20 بازی کرده‌است.